# Auchterarder
Auchterarder (Uachdar Àrdair en gaélique (gd)) est une ville d'Écosse, situé dans le council area et région de lieutenance du Perth and Kinross. Elle est située au pied des Ochil Hills, dont elle est l'une des portes d'entrée. Elle est célèbre pour abriter sur son territoire l'hôtel Gleneagles, qui accueillit en juillet 2005 le 31e sommet du G8.

## Personnalités
- Andrew Fairlie (en), chef cuisinier, y vit.
- Eve Graham (en), chanteuse des New Seekers, y est née.
- Stephen Hendry, champion de snooker, y vit.
- James Kennaway (en), romancier, y est né.